# ハイファ地区
ハイファ地区（ハイファちく、ヘブライ語: מחוז חיפה、アラビア語: منطقة حيفا、Mehoz Ḥeifa）は、イスラエルの行政区画である。中心都市はハイファ。

## 地理

### 自治体
2つの郡の下に28の自治体（市 - 12、町 - 12、村 - 4）がある。
- ハイファ郡
- ハデラ郡
- ジフロン・ヤアコヴ

## 隣接行政区画
- 北部地区
- ジェニーン県
- トゥールカリム県
- 中央地区